# Гилмор, Рошелль
Рошелль Гилмор (англ. Rochelle Gilmore, род. 14 декабря 1981, Sutherland Shire) — бывшая австралийская велогонщица, владелец и менеджер профессиональной велосипедной команды Wiggle High5.

## Карьера
Гилмор родилась в Сазерленде (Новый Южный Уэльс), в подростковом возрасте занималась велоспортом на треке, а затем более 10 лет специализировалась на шоссейных гонках. В 2006 году она выиграла этап на женской велогонке Geelong Women’s Tour. Гилмор заняла второе место после подруги по команде, Кэтрин Бейтс, в гонке по очкам на Играх Содружества в 2002 и 2006 годах, а также получила пять первых мест на этапах Джиро Роза, Австралиа Ворлд Кап и Либерти Классик. В СМИ Гилмор часто называли «подружкой невесты», поскольку она постоянно занимала второе место во многих соревнованиях. В групповой гонке на Играх Содружества 2010 года она сняла это проклятие и выиграла золотую медаль в 112-километровой гонке. После выхода в отставку она сказала, что считает, что достигла максимального потенциала во время своей карьеры благодаря упорному труду и тщательной подготовке.
Помимо основания Wiggle-Honda, в январе 2015 года Гилмор объявила о создании High5 Dream Team — австралийской женской команды, выступающей в Национальной дорожной серии Австралии, цель которой — помочь гонщицам перейти на шоссейные гонки в Европе и заполнить пробел, образовавшийся после того, как Cycling Australia приостановила свою программу развития женских команд из-за финансовых проблем.
В своем блоге на сайте cyclingnews.com в ноябре 2015 года Гилмор объявила об уходе из соревнований.

## Основные результаты

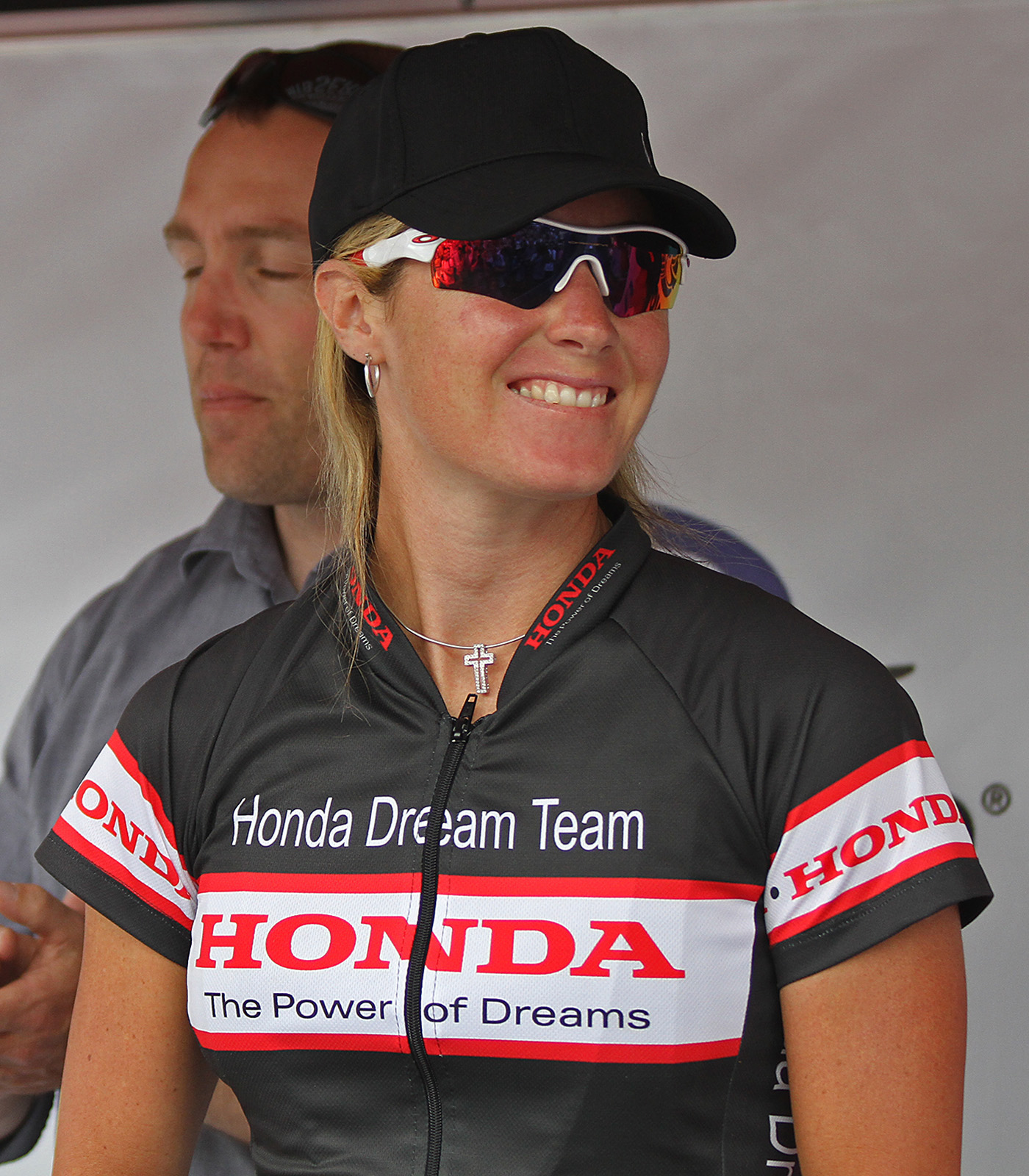
Гилмор в костюме команды «Хонда» на велогонке Bay Classic Series в 2010 году

### Трек
1999
Национальный чемпионат по велоспорту на треке среди юниоров
1-е место в  скрэтче
1-е место в  гонке по очкам
3-е место в спринте
3-е место в 500м, гонке с раздельным стартом
2-е место в  гонке по очкам, Чемпионат мира по велоспорту на треке среди юниоров UCI
3-е место в  гонке по очкам, Океанские Игры
2000
2-е место в  гонке по очкам, Кубок мира UCI по велоспорту на треке, классика, Ипох
2001
2-е место в  гонке по очкам, Кубок мира UCI по велоспорту на треке, классика, Порденоне
2002
2-е место в  скрэтче, Чемпионат мира по трековым велогонкам
2-е место в  гонке по очкам, Игры Содружества
2-е место в  скрэтче, Кубок мира UCI по велоспорту на треке, классика, Москва
2003
Кубок мира UCI по велоспорту на треке, классика
1-е место в  командном спринте, Сидней
2-е место в  скрэтче, Сидней
3-е место в  командном спринте, Кейптаун
2-е место в  скрэтче, Чемпионат мира по трековым велогонкам
2004
2-е место в  скрэтче, Манчестер
2005
1-е место в  гонке по очкам, Сидней
Чемпионат Океании по велоспорту на треке
1-е место в  гонке по очкам
3-е место в  скрэтче
2006
2-е место в  гонке по очкам, Игры Содружества

### Шоссе
1999
3-я на Чемпионате Австралии — индивидуальная гонка U19
2001
1-я на Гран-при Ченто — Карневале д’Эуропа
1-я на этапе 2b Джиро Роза
3-я на Canberra Women's Classic
9-я на Туре Роттердама
2002
1-я на  общем зачёте Bay Classic Series
1-я на этапах 2 & 4
1-я на 5-м этапе Тура Сноуи
2-я на Австралиа Ворлд Кап
10-я на Туре Роттердама
2003
1-я на 8-м этапе Джиро Роза
1-я на 1-м этапе Тура Джелонга
3-я на Примавера Роза
3-я на Туре Бохума
3-я на Tjejtrampet
3-я на Трофео Коста Этруска I
6-я на Туре Роттердама
7-я на Гран-при Либерационе
7-я на Туре Нюрнберга
8-я на общем зачёте Мировой шоссейный кубок UCI
9-я на Австралиа Ворлд Кап
2004
1-я на этапе 4 Bay Classic Series
5-я на Австралиа Ворлд Кап
2005
1-я на Австралиа Ворлд Кап
2-я на Гран-при Либерационе
2-я на Туре Нюрнберга
6-я на групповой гонке, Чемпионат Океании по шоссейному велоспорту
2006
1-я на 2-м этапе Тура Джелонга
5-я на Австралиа Ворлд Кап
5-я на Либерти Классик
8-я на Гран-при Либерационе
10-я на групповой гонке, Игры Содружества
2007
1-я на  групповая гонка, Чемпионат Океании по шоссейному велоспорту
1-я на 1-м этапе Рут де Франс феминин
2-я на Гран-при Доттиньи
2-я на Дрентсе Ахт ван Вестервелд
4-я на Новилон Ронде ван Дренте
4-я на Туре Нюрнберга
5-я на Гран-при Либерационе
5-я на Sparkassen Giro
6-я на Ronde van Drenthe World Cup
10-я на Туре Берна
2008
Тур Острова Принца Эдуарда
1-я на этапах 1, 3 & 5
2-я на Гран-при Либерационе
2-я на Gran Premio Comune di Fabricco
2-я на Туре Бохума
3-я на Дрентсе Ахт ван Вестервелд
4-я на Австралиа Ворлд Кап
5-я на Туре Дренте
2009
1-я на Туре Бохума
Тур Новой Зеландии
1-я на этапах 1 & 2
2-я на Мастертон Кап
2-я на Ронде ван Гелдерланд
2-я на Гран-при Руселаре
2-я на Туре Нюрнберга
3-я на  групповой гонке, Чемпионат Океании по шоссейному велоспорту (Февраль)
3-я на  групповой гонке, Чемпионат Океании по шоссейному велоспорту (Ноябрь)
4-я на Дрентсе Ахт ван Вестервелд
5-я на Гран-при Доттиньи
2010
1-я на  групповая гонка, Игры Содружества
2-я на Ронде ван Гелдерланд
2-я на Омлоп ван Борселе
3-я на общем зачёте Тура острова Чунмин
3-я на Тур острова Чунмин Кубок мира
4-я на общем зачёте женского тура Катара
7-я на Гран-при Доттиньи
10-я на Омлоп дор Миддаг-Хюмстерланд
2011
1-я на  общем зачёте Bay Classic Series
1-я на этапах 1 & 3
3-я на Ронде ван Гелдерланд
4-я на групповой гонке, Чемпионат Океании по шоссейному велоспорту
4-я на Гран-при Доттиньи
4-я на Гран-при Руселаре
5-я на Туре Дренте
8-я на общем зачёте Тура Катара
1-я на этапе 1
8-я на Туре острова Чунмин Кубок мира
9-я на Дрентсе Ахт ван Вестервелд
2012
2-я на Гран-при Гатино
2-я на Либерти Классик
4-я на общем зачёте Bay Classic Series
5-я на общем зачёте Тура острова Чунмин
5-я на Туре острова Чунмин Кубок мира
9-я на Эрондегемсе Пейл
2015
5-я на London Nocturne